# Beati i ricchi
Beati i ricchi è un film commedia del 1972 diretto da Salvatore Samperi.

## Trama
Due cognati, uno contrabbandiere e l'altro vigile urbano, entrano in possesso di un'ingente somma di denaro, destinata all'esportazione illegale in Svizzera, dopo che il corriere resta ucciso in un conflitto a fuoco con la polizia di frontiera. I proprietari del denaro, che occupano una rilevante posizione sociale, tentano in ogni modo di recuperarlo, facendo anche leva sulla debolezza caratteriale del vigile. Il contrabbandiere, dopo il meschino tradimento del cognato, decide di tenersi tutti i soldi e fuggire in Svizzera.

## Distribuzione
Il film è uscito nelle sale Italiane il 30 agosto 1972.

## Colonna sonora
La canzone dal titolo omonimo, composta da Luis Bacalov e Salvatore Samperi, è cantata da Ivano Fossati, al suo debutto come cantante solista, con il complesso dei Godfathers.